# Stazione di Darwol
La stazione di Darwol (달월, 達月, Darwol-yeok) è una stazione ferroviaria della città di Siheung, città sudcoreana della regione del Gyeonggi. La stazione è servita dalla linea Suin gestita da Korail.

## Linee e servizi
Korail
■ Linea Suin

## Binari
La stazione possiede due marciapiedi laterali con due binari passanti in superficie. I marciapiedi sono collegati al fabbricato viaggiatori da sottopassaggio, con scale fisse, mobili e ascensori.

### Schema binari
Durante il giorno
| 1 | ■ Linea Suin | per Oido                       |
| 2 | ■ Linea Suin | per Woninjae, Songdo e Incheon |

## Stazioni adiacenti
| «          | Servizio   | »          |
| Linea Suin | Linea Suin | Linea Suin |
| ---------- | ---------- | ---------- |
| Oido       | Locale     | Wolgot     |